# Möschlitz
Möschlitz ist ein Ortsteil der Stadt Schleiz im Saale-Orla-Kreis in Thüringen.

## Geografie und Geologie
Unweit südwestlich von Schleiz liegen das Dorf und die Gemarkung von Möschlitz. Die Gemarkung wird durch die östlich hinter dem Dorf vorbeiführende Bundesautobahn 9 unterbrochen. Westlich bei dem Weiler Grochwitz begrenzt die Wisentatalsperre die ursprüngliche Landschaft. Auf gut ausgebauten Ortsverbindungsstraßen ist das Dorf zu erreichen.
Nachbarorte sind Grochwitz, Mönchgrün, und Oschitz, jetzt Stadtteil von Schleiz.
Geologisch befindet sich die Flur des Ortes im Südostthüringer Schiefergebirge. Diese Böden sind durch den hohen Feinerdeanteil und den hohen Humusgehalt sehr ertragreich und -sicher. Quellmulden und schmale Tallagen der Bäche sind typische Grünlandstandorte. Ackerbau betreibt man auf plateauartigen Geländerücken, welligen Ebenen und Flachhängen. Auf sonstigen Flächen steht Wald, so wie es hier der Fall ist.

## Geschichte
Am 23. Juni 1333 wurde der Ort erstmals urkundlich erwähnt. 1621 richtete Fürst Heinrich II. Reuß im Ort eine Münzstätte ein. 1877 wurde die St.-Severus-Kirche nach Bränden in den Jahren 1820–1875 neu gebaut.
Am 29. Dezember 1995 wurde Möschlitz in die Stadt Schleiz eingegliedert. Heute hat der Ort ca. 500 Einwohner.

## Verkehr
Möschlitz liegt an der Bahnstrecke Schleiz–Saalburg. Diese ist inzwischen stillgelegt. Auf der einstigen Trasse wurde der Oberland-Radweg angelegt.

## Persönlichkeiten
- Alwin Berger (1871–1931), Botaniker, Gärtner und Sukkulentenforscher
- Siegfried Wetzel (* 1949), Politiker (CDU) und Mitglied des Thüringer Landtags
- Friedrich Hofmann (Politiker, 1833) (1833–1893), deutscher Politiker und Abgeordneter im Greizer Landtag